# Mohammed bin Saoed
Mohammed bin Saoed (Arabisch: محمد بن سعود بن محمد آل مقرن, Muḥammad b. Saʿūd b. Muḥammad Āl Muqran) (1710 - 1765) wordt beschouwd als de grondlegger van het Huis van Saoed, dat eigenlijk vernoemd is naar zijn vader, Saoed bin Mohammed bin Mukrin.
Hij begon zijn machtsbasis in de stad Al-Diriyah, waar hij Mohamed ibn Abdul-Wahhab ontmoette. Wahhab kwam naar Saoed voor bescherming. De twee besloten samen te werken om het Arabisch Schiereiland aan hun religieuze en wereldse gezag te onderwerpen door middel van prediking en waar nodig met gewapende strijd.. Gesteund door deze puriteinse religieuze stroming, die later het wahabisme zou gaan heten, vestigde Saoed zijn macht over andere stammen op het Arabisch Schiereiland. Mohammed bin Saoed regeerde van 1744 tot zijn dood in 1765. Hierna werd hij opgevolgd door zijn zoon Abdoel Aziz bin Mohammed bin Saoed.